# Megumu Yoshida
Megumu Yoshida (吉田 恵, Yoshida Megumu), né le 13 avril 1973, est un footballeur japonais reconverti entraîneur.